# Fischtown Pinguins Bremerhaven
De Fischtown Pinguins is een professioneel ijshockeyteam gevestigd in Bremerhaven, Duitsland. Van 2004 tot 2016 speelde het team op het tweede niveau van ijshockey in Duitsland, tot het seizoen 2012-2013 de 2e Bundesliga en vanaf het seizoen 2013-2014 de DEL2. Op 1 juli 2016 kreeg het team een DEL-licentie voor het seizoen 2016-2017 ter vervanging van de Hamburg Freezers, die zich hadden teruggetrokken uit de competitie.
Het team speelt in de Eisarena Bremerhaven.

## Selectie 2020-2021
Bijgewerkt tot 28 december 2020 
| #  | Naam                 | Nationaliteit              | Positie |
| -- | -------------------- | -------------------------- | ------- |
| XX | Thomas Popiesch      | Duitsland                  | Coach   |
| 59 | Joseph Cemore        | Duitsland                  | GK      |
| 31 | Brandon Maxwell      | Verenigde Staten Duitsland | GK      |
| 42 | Tomas Pöpperle       | Tsjechië Duitsland         | GK      |
| 50 | Patrick Joseph Alber | Verenigde Staten Duitsland | D       |
| 67 | Stanislav Dietz      | Tsjechië Duitsland         | D       |
| 22 | Vladimir Eminger     | Tsjechië Duitsland         | D       |
| 18 | Maxime Fortunus      | Canada                     | D       |
| 32 | Anders Krogsgaard    | Denemarken                 | D       |
| 55 | Michael Moore        | Canada                     | D       |
| 48 | Niklas Andersen      | Denemarken                 | F       |
| 57 | Alexander Friesen    | Canada Duitsland           | F       |
| 98 | Luca Gläser          | Duitsland                  | F       |
| 19 | Christian Hilbrick   | Denemarken Duitsland       | F       |
| 13 | Ziga Jeglic          | Slovenië                   | F       |
| 14 | Ross Mauermann       | Verenigde Staten Duitsland | F       |
| 27 | Carson McMillan      | Canada                     | F       |
| 11 | Cory Quirk           | Duitsland                  | F       |
| 10 | Filip Reisnecker     | Tsjechië Duitsland         | F       |
| 74 | Tomas Sykora         | Slowakije Duitsland        | F       |
| 26 | Dominik Uher         | Tsjechië Duitsland         | F       |
| 9  | Jan Urbas            | Slovenië                   | F       |
| 91 | Miha Verlic          | Slovenië                   | F       |
| 79 | Mitchell Wahl        | Verenigde Staten Duitsland | F       |

Augsburger Panther · Eisbären Berlin · Bietigheim Steelers · Fischtown Pinguins Bremerhaven · DEG Düsseldorf · Ingolstadt Panther · Iserlohn Roosters · Krefeld Pinguine · Kölner Haie · Adler Mannheim · EHC Red Bull München · Nürnberg Ice Tigers · Schwenninger Wild Wings · Straubing Tigers · Grizzlys Wolfsburg